# Willebrord Snel van Royen
Willebrord Snellius (nascido Willebrord Snel van Royen) (Leiden, 13 de junho de 1580 — Leiden, 30 de Outubro de 1626) foi um astrônomo e matemático holandês, mais conhecido pela lei da refração, conhecida como Lei de Snell-Descartes.
Em 1613 ele sucedeu seu pai, Rudolph Snel van Royen (1546–1613) como professor de matemática na Universidade de Leiden. Em 1615 ele planejou e criou um novo método de encontrar o raio da Terra através da determinação de um ponto na superficie do planeta paralelo a latitude de outro, através da trigonometria.
Seu trabalho Eratosthenes Batavus ("O Holandês Eratosthenes"), publicado em 1617, descreve o método e dá como resultados as suas operações entre Alkmaar e Bergen op Zoom — duas cidades separadas por um grau de meridiano - o qual ele mediu sendo igual a 117 449 jardas (107 395 m). A distância atual é aproximadamente 111 km.

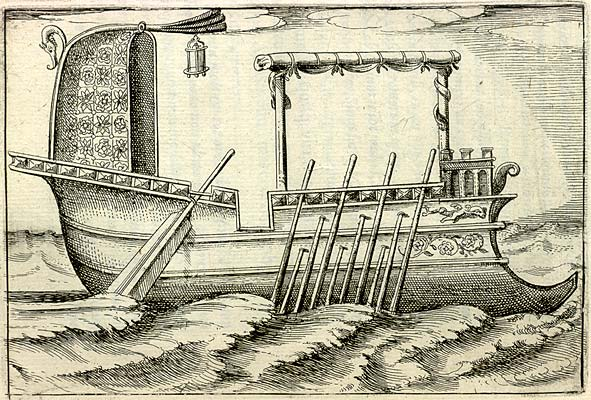
Uma imagem de Tiphys Batavus.

Snellius foi também um matemático diferenciado, produzindo um novo método para calcular π — o primeiro aprimoramento desde tempos remotos. Ele descobriu a lei de refração conhecida Lei de Snell-Descartes que levou seu nome em 1621. A cratera lunar Snellius também foi nomeada após sua morte.
Em adição a Eratosthenes Batavus, ele publicou Cyclometria sive de circuli dimensione (1621), e Tiphys Batavus (1624). Ele também editou Coeli et siderum in eo errantium observationes Hassiacae (1618), contendo observações astronômicas do Landgrave Wilhelm IV. von Hesse-Cassel. Trigonometria (Doctrina triangulorum) de sua autoria foi publicada um ano após sua morte.

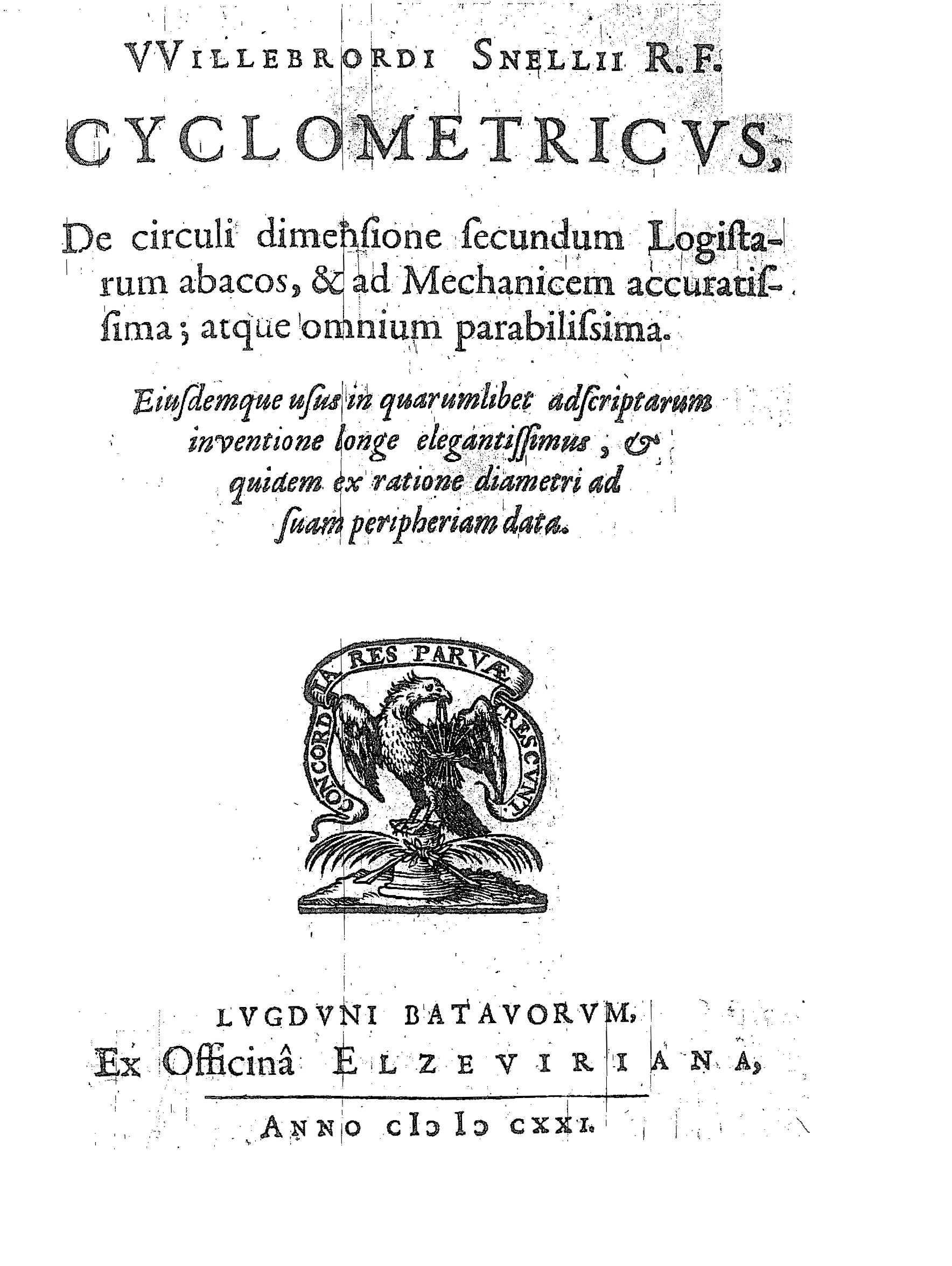
Cyclometricus, 1621